# Армфельт, Магнус Густавович
Магнус Густавович Армфельт (швед. Magnus Wilhelm Armfelt; 20 марта 1797, Санкт-Петербург — 17 декабря 1878, Гельсингфорс) — русский и шведский военный деятель, генерал-майор, председатель Верховного военного суда финских войск.

## Биография
Родился 20 марта 1797 года в Санкт-Петербурге в семье шведского государственного деятеля Густава Морица Армфельта и графини Гедвиги Делагарди. Брат генерал-лейтенанта Густава Армфельта и статс-секретаря Александра Армфельта.
В 1807 году зачислен в унтер-офицеры Гёталандского артиллерийского полка шведской армии. В 1809 году произведён в фанен-юнкеры Конной лейб-гвардии, в 1812 году произведён в фенрики Лейб-гренадерского полка, в 1817 году произведён в лейтенанты Конной лейб-гвардии, в 1822 году произведён в ротмистры, в 1823 году назначен ротмистром в генеральный штаб, в 1825 году произведён в майоры генерального штаба. 28 января 1828 года был назначен адъютантом короля, 24 октября 1831 года вступил в службу кабинет-камергера при короле. В 1836 году произведён в подполковники генерального штаба.
22 июля 1841 года ушёл в отставку со шведской службы в звании полковника. 17 ноября 1842 года переехал в Россию, где поступил на русскую службу в звании подполковника пехоты и был назначен членом Верховного военного суда финских войск и лоцманской части Финляндии. 18 июля 1847 года произведён в полковники. 22 июля (3 августа)  1858 года произведён в генерал-майоры и назначен председателем Верховного военного суда.

## Семья
В первый раз женился 1 марта 1822 года в Стокгольме на Аделаиде Софии Вильгельмине Каролине фон Стедингк (1802—1863), дочери генерал-адмирала Виктора фон Стедингка, с которой он развелся 29 июля 1834 года. Второй раз женился 28 мая 1855 года в Гельсингфорсе на Ульрике Кристине Вильгельмине Боман (1814—1892), дочери комиссара Карла Бомана.
Дети от первого брака:
- Магнус (1823—1897)
- Вильгельм (1828—1882), капитан 2-го ранга, участник Крымской войны

Единственный сын от второго брака Мориц (1844—1859) умер молодым от остановки сердца.

## Награды
- Рыцарь ордена Меча (24 июня 1825)
- Кавалер ордена Св. Станислава 1 степени (17 июля 1876)